# Letter from Egypt
Letter from Egypt från 2008 är Morten Harkets senaste album, där flera låtar har spelats innan på olika tillställningar, till exempel Movies och Letter from Egypt spelades på Nobels fredspriskonsert 2007. Darkspace, som är första spåret kunde ses framföras live hos Grosvold på norsk TV.

## Låtlista
1. Darkspace
2. Send Me An Angel
3. We'll Never Speak Again
4. There Are Many Ways to Die
5. With You With Me
6. Letter from Egypt
7. A Name Is A Name
8. Movies
9. Shooting Star
10. Anyone
11. Should the Rain Fall
12. The One You Are